# Craig Evans
Craig Alan Evans (21 gennaio 1952) è un biblista e scrittore statunitense.

## Formazione e carriera
Evans ha studiato al Claremont McKenna College, dove ha conseguito il Bachelor of Arts nel 1974. Nel 1977 ha ottenuto il Master of Divinity al Western Baptist Seminary. Nel 1980 ha conseguito il Master of Arts alla Claremont Graduate University; nella stessa università ha ottenuto nel 1983 il dottorato di ricerca. Dopo un periodo svolto come professore assistente, nel 1985 è diventato professore associato alla Trinity Western University e nella stessa università è diventato nel 1990 professore ordinario, ricoprendo l’incarico fino al 2002. Dal 2002 al 2015 è stato Payzant Distinguished Professor di Nuovo Testamento all’Acadia Divinity College e nel 2016 è stato nominato John Bisagno Distinguished Professor di Origini del cristianesimo alla Houston Baptist University.
Il campo di studi di Evans riguarda il Gesù storico, i Vangeli sinottici, i rotoli del mar Morto, l’archeologia biblica del periodo del Nuovo Testamento. Evans è uno scrittore molto prolifico e ha pubblicato 60 libri e più di 600 articoli su giornali e riviste. Ha inoltre tenuto numerose conferenze ed è stato ospite di programmi televisivi e radiofonici. Fra il 1994 e il 2005 ha ricoperto l’incarico di redattore del Bulletin for Biblical Research.

## Pubblicazioni principali

### Libri
- Evans, Craig A., Noncanonical Writings and New Testament Interpretati, Peabody, MA: Hendrickson Publishers. (1992)
- Evans, Craig A.; Hagner, Donald A. (editors), Anti-Semitism and Early Christianity: issues of polemic and faith. Fortress Press. (1993)
- Evans, Craig A.; Flint, Peter, Eschatology, Messianism, and the Dead Sea. Grand Rapids, MI: Eerdmans Books for Young. (1997)
- Evans, Craig A.; Sanders, James A., The Function of Scripture in Early Jewish and Christian Tradition. Continuum International. (1998)
- Evans, Craig A.; Porter, Stanley E. (editors), Dictionary of New Testament Background. Downers Grove, IL: InterVarsity Press (2000)
- Evans, Craig A., The Interpretation of Scripture in Early Judaism. Continuum International. (2000)
- Evans, Craig A.; Copan, Paul, (editors), Who Was Jesus?: A Jewish-Christian Dialogue. Louisville, KT: Westminster, John Knox Press. (2001)
- Evans, Craig A., Jesus and the Ossuaries. Waco, TX: Baylor University Press. (2003).
- Evans, Craig A., Ancient Texts For New Testament Studies: A Guide To The Background Literature. Peabody, MA: Hendrickson Publishers. (2005)
- Evans, Craig A.; Collins, John J., (editors), Christian Beginnings and the Dead Sea Scrolls. Grand Rapids, MI: Baker Academic. (2006)
- Evans, Craig A., Fabricating Jesus: How Modern Scholars Distort the Gospels. Downers Grove, IL: InterVarsity Press. (2006)
- Evans, Craig A.; Wright, N. T., Jesus, the Final Days: What Really Happened. Louisville, KT: Westminster, John Knox Press. (2009)
- Evans, Craig A., Jesus and His World: The Archaeological Evidence. Louisville, KT: Westminster, John Knox Press. (2012)
- Evans, Craig A., From Jesus to the Church: The First Christian Generation. Louisville, KT: Westminster, John Knox Press. (2014)
- Evans, Craig A.; Beverley, James A., Getting Jesus Right: How Muslims get Jesus and Islam Wrong. Pickering, ON, Canada: Castle Quay Books.  (2015)
- Evans, Craig A., God Speaks: What He Says, What He Means. Franklin, TN: Worthy Publishing. (2015)
- Evans, Craig A.; Johnston, Jeremiah, Jesus and the Jihadis: Confronting the Rage of Isis: the Theology Driving the Ideology. Peabody, MA: Hendrickson Publishers. (2015)
- Evans, Craig A., Jesus and the Remains of His Day: Studies in Jesus and the Evidence of Material Culture. Shippensburg, PA: Destiny Image Publishers. (2015)

### Articoli
- Evans, Craig A., On the Unity and Parallel Structure of Isaiah. Vetus Testamentum. 38 (2): 129–147. (1988)
- Evans, Craig A., Assessing Progress in the Third Quest of the Historical Jesus. Journal for the Study of the Historical Jesus. 4 (1): 35–54. (2006)
- Evans, Craig A., How Long Were Late Antique Books in Use? Possible Implications for New Testament Textual Criticism. Bulletin for Biblical Research. 25 (1): 23–37. (2015)